# Aphthona wagneri
Aphthona wagneri es un coleóptero de la familia Chrysomelidae. Fue descrita en 1909 por Heikertinger.